# Crocodiles, amis pour la vie
Série
Les Crocodiles 2
(2010)
Pour plus de détails, voir Fiche technique et Distribution.
Crocodiles, amis pour la vie (Vorstadtkrokodile 3) est un film allemand réalisé par Wolfgang Groos, sorti en 2011.

## Synopsis
Les Crocodiles se regroupent et planifient une évasion.

## Fiche technique
- Titre : Crocodiles, amis pour la vie
- Titre original : Vorstadtkrokodile 3
- Réalisation : Wolfgang Groos
- Scénario : Christian Ditter, Thomas Bahmann et Ralf Hertwig d'après le roman de Max von der Grün
- Musique : Heiko Maile et Christoph Zirngibl
- Photographie : Bernhard Jasper
- Montage : Ueli Christen, Sandy Saffeels et Martin Wolf
- Production : Christian Becker et Lena Schömann
- Société de production : Rat Pack Filmproduktion et Westside Filmproduktion
- Pays :  Allemagne
- Genre : Aventure
- Durée : 81 minutes
- Dates de sortie : 
  -  Allemagne : 20 janvier 2011

## Distribution
- Nick Romeo Reimann : Hannes
- Fabian Halbig : Kai
- Leonie Tepe : Maria
- Manuel Steitz : Olli
- Javidan Imani : Jorgo
- Robin Walter : Peter
- David Hürten : Frank
- Ella-Maria Gollmer : Jenny
- Nora Tschirner : la mère de Hannes
- Jacob Matschenz : Dennis
- Axel Stein : Kevin
- Hans-Martin Stier : le directeur Hartmann
- Frederik Hunschede : Max
- Jochen Nickel : le père de Frank
- Michael Kessler : le chef de Peter

## Distinctions
Le film a été nommé au Jupiter Award de la meilleure actrice allemande pour Nora Tschirner.